# Premio Príncipe Claus
El Premio Príncipe Claus (de Cultura y Desarrollo) (Prins Claus Prijs) es un premio de origen neerlandés que concede anualmente la fundación Príncipe Claus.
El premio lleva el nombre de Claus von Amsberg, difunto príncipe consorte de la que fuera Reina Beatriz (desde el 30 de abril de 2013, Princesa de los Países Bajos).
Se entrega cada año y consiste en un premio principal y diez premios adicionales.
El premio se otorga desde 1997 a individuos y organizaciones que tienen un enfoque progresivo y contemporáneo dentro de un tema cultural o de desarrollo y los beneficiarios provienen principalmente de África, Asia, América Latina o el Caribe.
Los laureados son seleccionados por un jurado experto cuya consideración principal se basa en el impacto positivo del candidato dentro de un campo cultural o social. La fundación Príncipe Claus define cultura en un contexto amplio, lo que incluyen todo tipo de disciplinas artísticas e intelectuales: ciencias, medios de comunicación y formación.
El primer premio de un monto de 100.000 euros se otorga cada año en diciembre en el Palacio Real de Ámsterdam. Los premios adicionales de 25.000 euros se conceden en las embajadas de los países donde viven los laureados. El dinero del premio es reembolsado por el Ministerio neerlandés de Asuntos Exteriores y la Nationale Postcode Loterij (Lotería Nacional del Código Postal).

## Laureados

### 1997

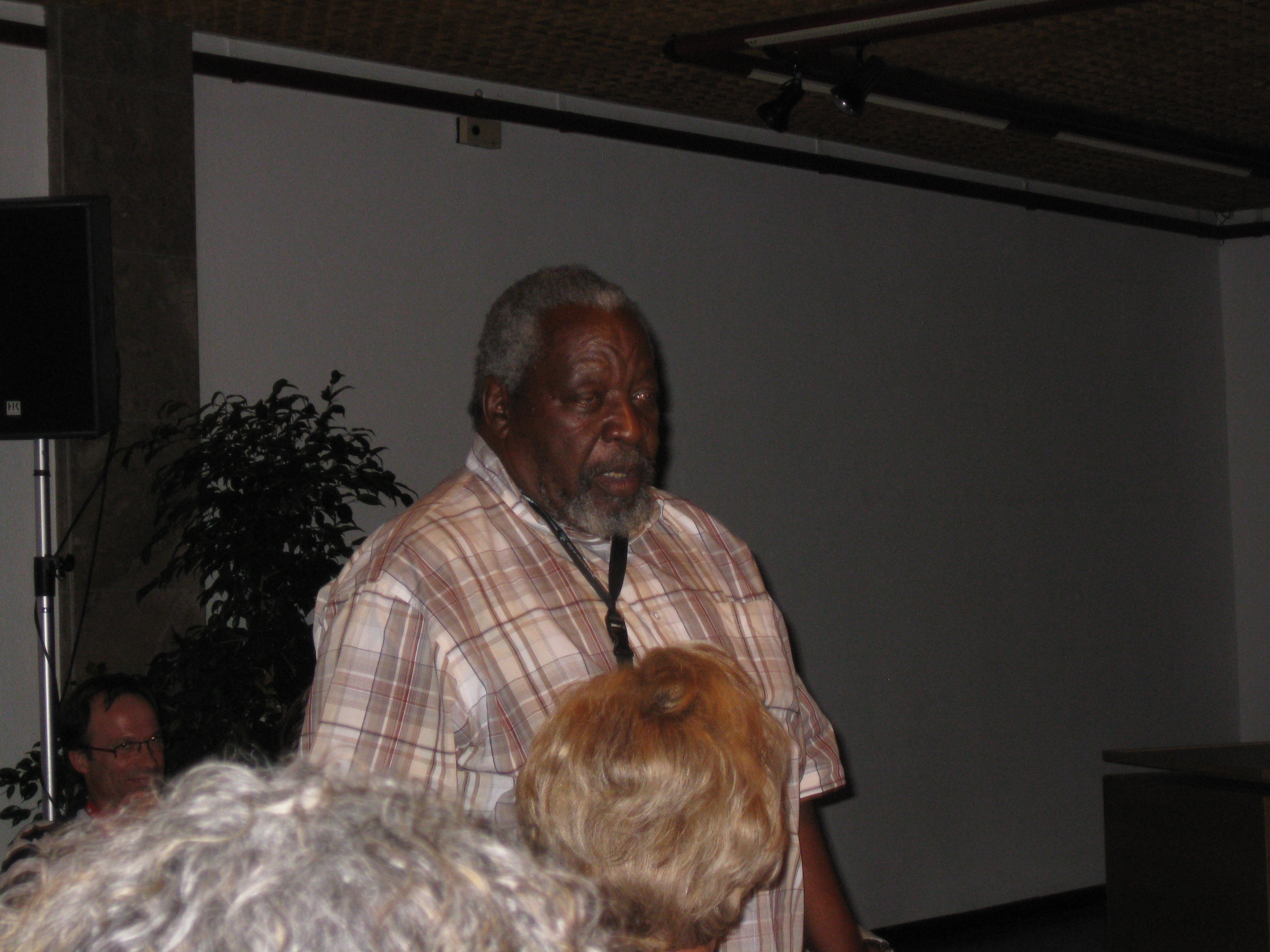
Malangatana Ngwenya

TemaTrabajo extraordinario en el terreno de la cultura y el desarrollo en Asia, América y particularmente en África
Laureados
- Feria Internacional del Libro de Zimbabue (Premio principal)
- Consejo para el Desarrollo de la Investigación en Ciencias Sociales de África (CODESRIA) (Senegal)
- Index on Censorship (Reino Unido), organización para la libertad de expresión
- Malangatana Ngwenya (Mozambique), pintor y poeta
- Joseph Hanson Kwabena Nketia (Ghana), etnomusicólogo y compositor
- Sardono Waluyo Kusumo (Indonesia), coreógrafo, bailarín y cineasta
- Bruno Stagno (Chile/Costa Rica), arquitecto
- Jim Supangkat (Indonesia), escultor, crítico de arte y conservador
- Abdeljelil Temimi (Túnez), histórico
- Ernest Wamba dia Wamba (República Democrática del Congo), filósofo de la política

### 1998
TemaEl arte de la moda Africana
Laureados

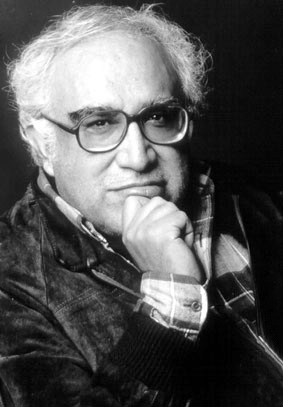
Carlos Monsiváis

- Alphadi (Níger) (Premio principal), diseñador de modas
- Oumou Sy (Senegal) (Premio principal), diseñadora de modas
- Tetteh Adzedu (Ghana) (Premio principal), diseñador de modas
- Rakhshan Bani-Etemad (Irán), cineasta
- Heri Dono (Indonesia), pintor, escultor, artista de instalaciones
- Ticio Escobar (Paraguay), crítico de arte, conservador y director del museo
- Jyotindra Jain (India), científico de arte y cultura
- Jean-Baptiste Kiéthéga (Burkina Faso), arqueólogo e historiador
- David Koloane (Sudáfrica), artista visual y conservador
- Baaba Maal (Senegal), cantante
- Carlos Monsiváis (México), autor, filósofo y periodista
- Redza Piyadasa (Malasia), artista y crítico de arte
- Rogelio Salmona (Colombia), arquitecto
- Kumar Shahani (India), cineasta
- Tian Zhuangzhuang (República Popular China), cineasta
- Nazik Saba-Yared (Líbano), autora, ensayista y crítica de literatura

### 1999
TemaCrear espacios de libertad
Laureados

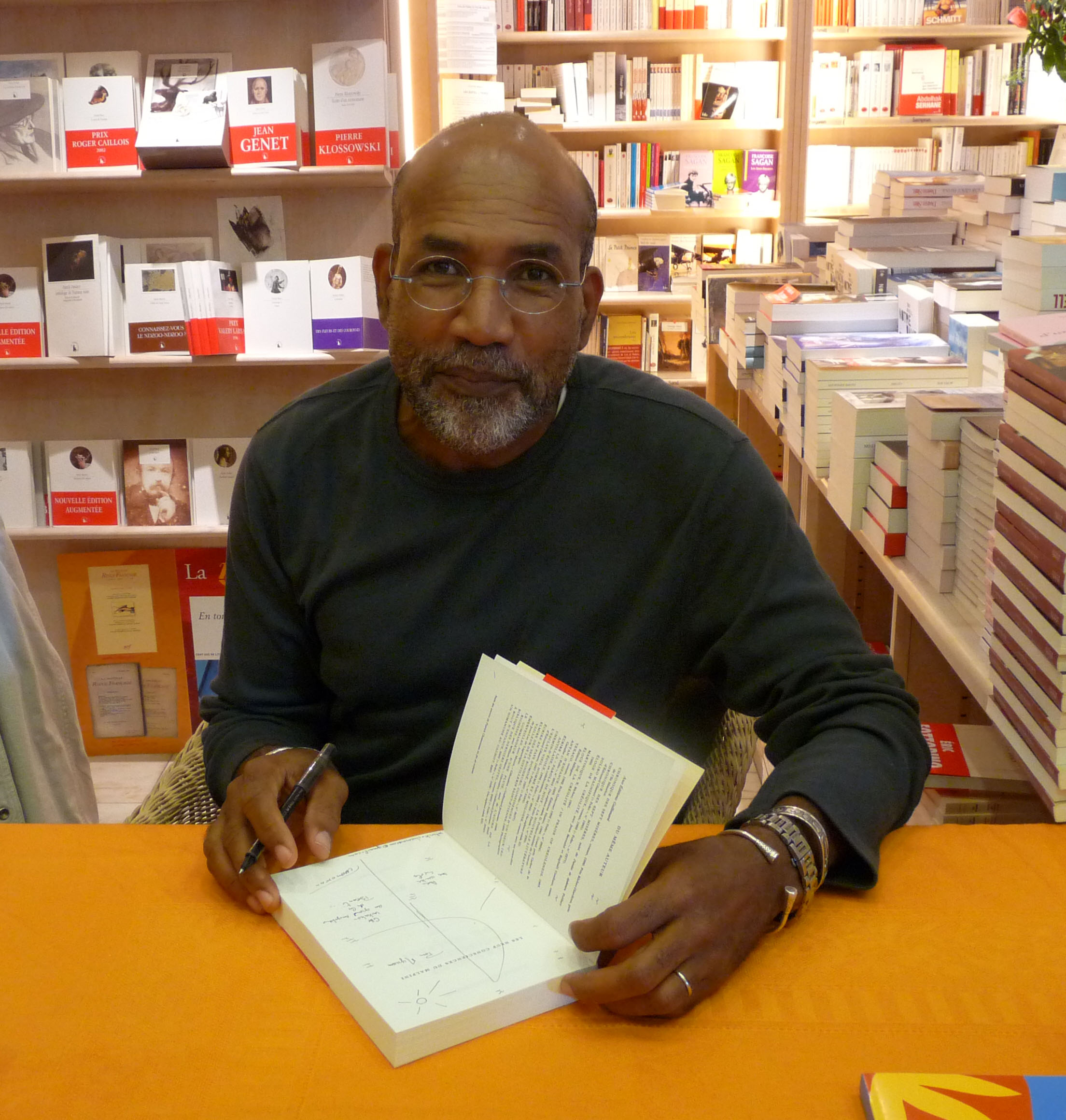
Patrick Chamoiseau

- Mohamed Fellag (Francia/Argelia) (Premio principal), comediante, actor y autor
- Vitral (Cuba) (Premio principal), revista social cultural
- Al Jazeera (Catar) (Premio principal), cadena independiente de televisión
- Patrick Chamoiseau (Martinica), autor
- Paulin Hountondji (Benín), filósofo
- Cildo Meireles (Brasil), escultor, y artista conceptual y de instalaciones
- Pepetela (Angola), autor
- Dessalegn Rahmato (Etiopía), sociólogo
- Juana Marta Rodas y Julia Isídrez (Paraguay), artistas de cerámica
- Claudia Roden (Egipto), autora de libros gastronómicos
- Cheick Oumar Sissoko (Mali), cineasta
- Tsai Chih Chung (Taiwán), dibujante y productor de dibujos animados
- Ken Yeang (Malasia), arquitecto

### 2000
TemaHéroes urbanos
Laureados

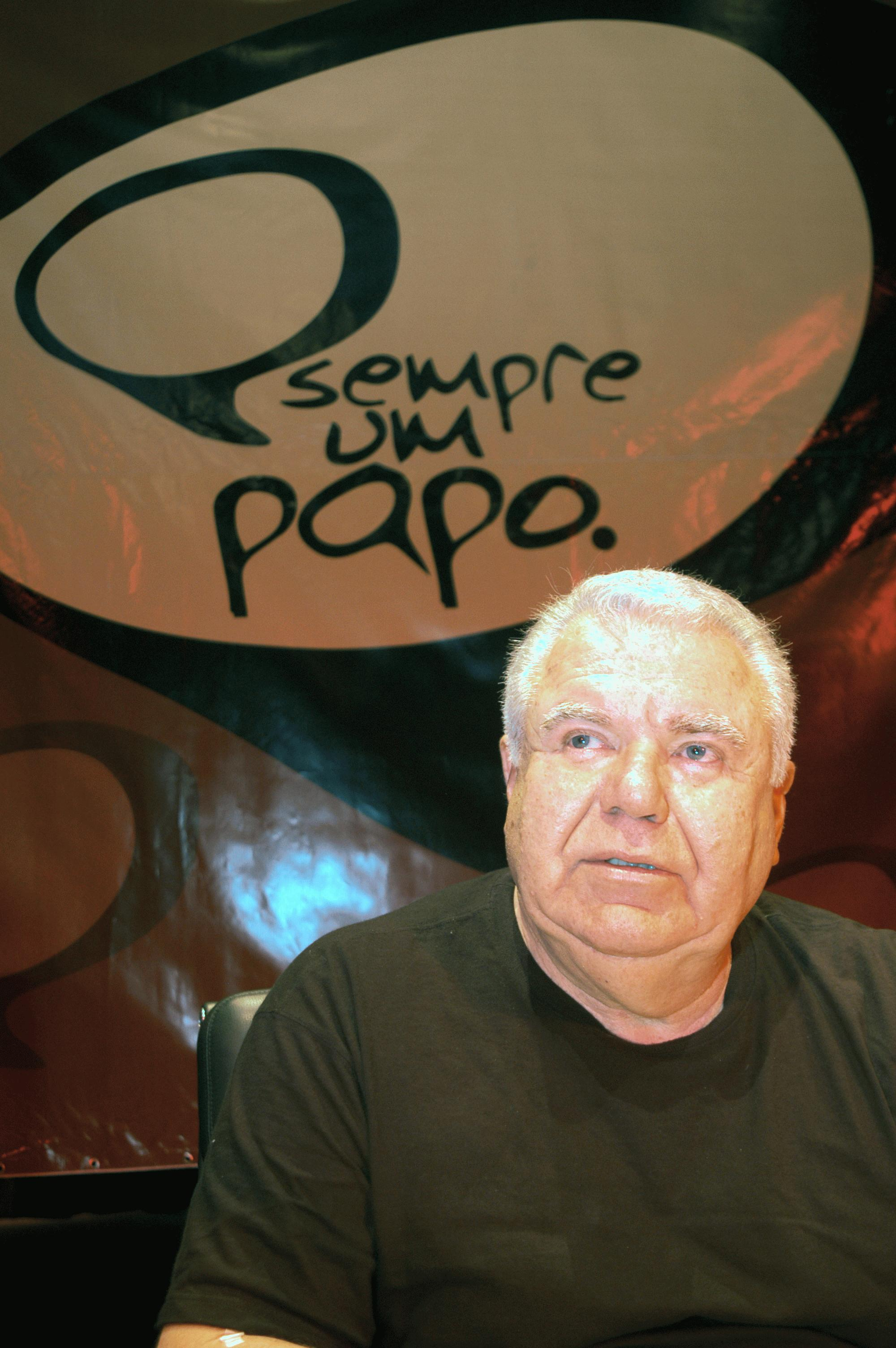
Jaime Lerner

- Jaime Lerner (Brasil) (Premio principal), arquitecto
- Viva Rio (Brasil) (Premio principal), organización de paz social
- Diana Itzel Cordova (México) (Premio principal), ingeniera en diseño gráfico
- Bush Radio (Sudáfrica), emisora independiente de radio
- Communalism Combat (India), organización de derechos humanos
- Cui Jian (República Popular China), cantautor, trompetista, guitarrista y actor
- Film Resource Unit (Sudáfrica), distribuidor independiente de películas
- Arif Hasan (Pakistán), arquitecto, planificador urbano, filósofo social y poeta
- Bhupen Khakhar (India), artista visual
- Komal Kothari (India), etnomusicólogo
- Werewere Liking (Costa de Marfil), pintora, cineasta y autora
- Ayu Utami (Indonesia), productor radiofonía y autora
- Levon Boyadjian (Van Leo) (Egipto), fotógrafo

### 2001
TemaCarnaval
Laureados

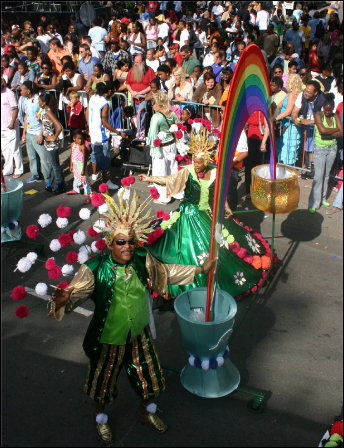
Carnaval de Verano in Rótterdam, 2006

- Carnaval de Verano (Países Bajos) (Premio principal)
- Peter Minshall (Trinidad y Tobago) (Premio principal), diseñador de trajes de carnaval
- Chris Abani (Nigeria), autor y poeta
- Duong Thu Huong (Vietnam), autora
- Samuel Fosso (Camerún), fotógrafo
- Jahan-e Ketab (Irán), revista literaria
- Mehri Maftun (Afganistán), etnomúsico
- Antun Maqdisi (Siria), filósofo de la política
- Ibrahim el-Salahi (Sudán), pintor
- Elena Rivera Mirano (Filipinas), cantante, líder de coro y musicóloga
- Talingo (Panamá), revista cultural
- Iván Thays (Perú), autor

### 2002

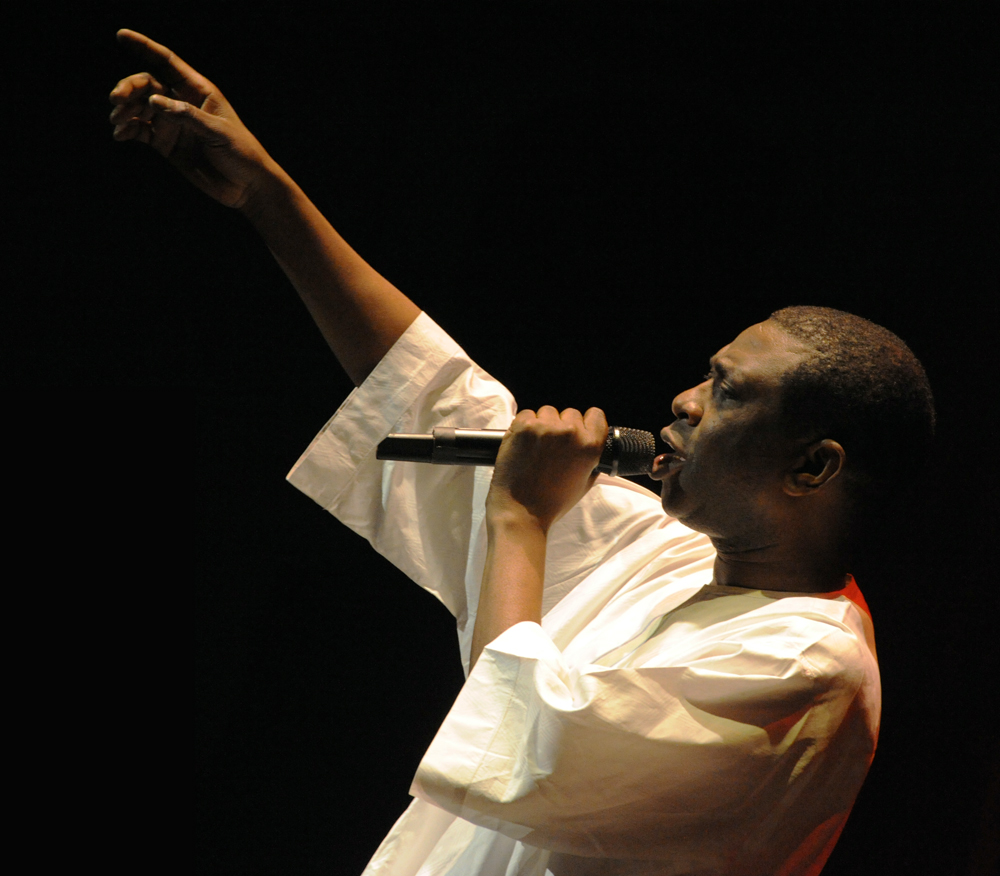
Youssou N'Dour

TemaLenguajes y formas transculturales de expresión
Laureados
- Mohamed Chafik (Marruecos) (Premio principal), autor
- Marcelo Araúz (Bolivia), director de festival, promotor de cultura y director de coro
- Ali Farzat (Siria), dibujante
- Ferreira Gullar (Brasil), autor y crítico de arte
- Amira Hass (Israel), autora
- Lembaga Kajian Islam dan Sosial (Indonesia), organización de derechos humanos
- Virginia Pérez-Ratton (Costa Rica), artista, crítica de arte y conservadora
- Youssou N'Dour (Senegal), cantante
- Walter Tournier (Uruguay), cineasta de animación
- Wu Liangyong (República Popular China), científico urbano

### 2003

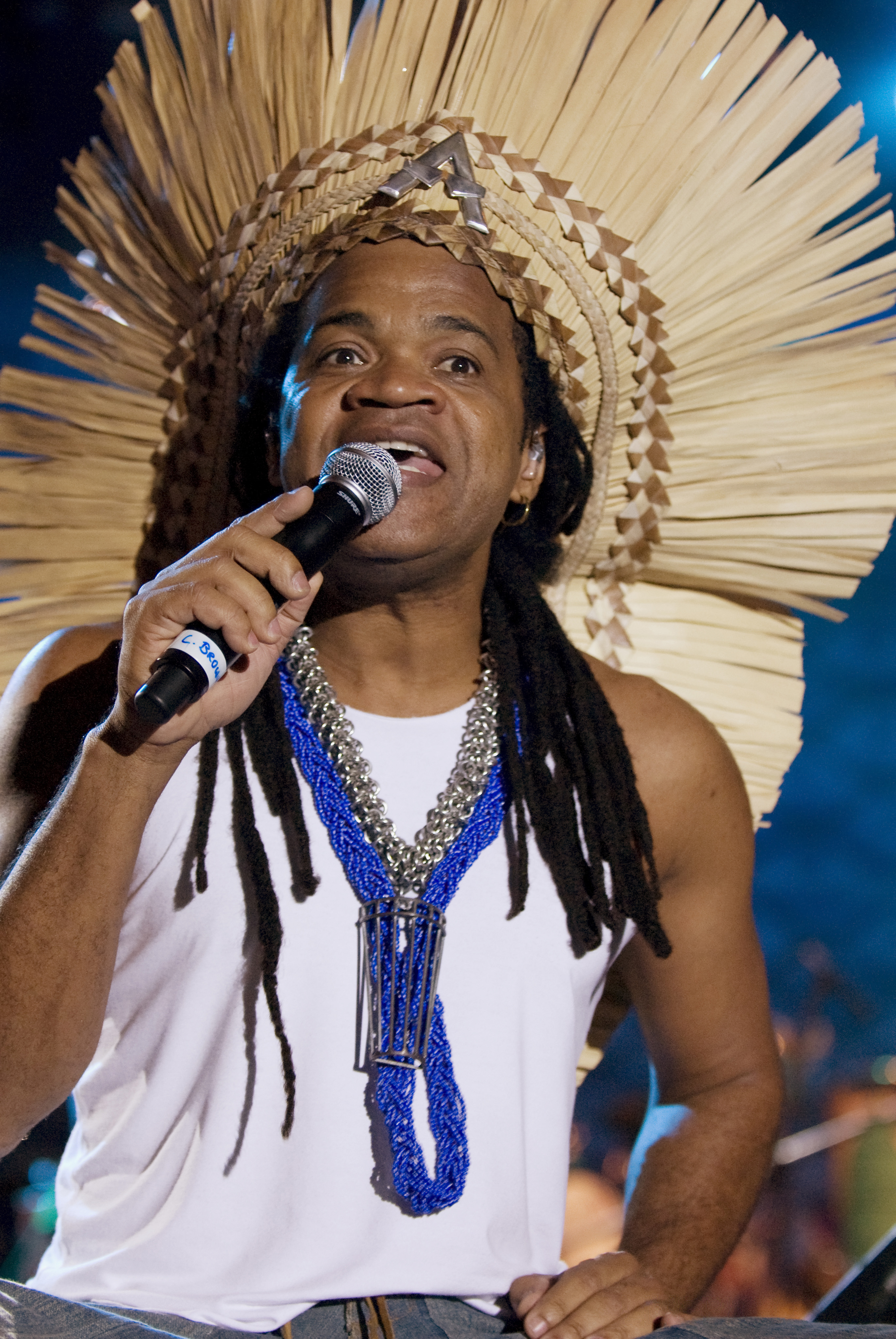
Carlinhos Brown

TemaSupervivencia e innovación de artesanía
Laureados
- Wang Shixiang (República Popular China) (Premio principal), colector de arte y poeta
- El Informe árabe del desarrollo humano de 2002, con la aportación destacada de Nader Fergany (Egipto)
- Mathare Youth Sports Association (Kenia), organización de desarrollo
- Carlinhos Brown (Brasil), cantautor y percusionista
- Lita Stantic (Argentina), cineasta
- District Six Museum (Sudáfrica), museo del apartheid
- Hasan Saltik (Turquía), productor de música
- Mick Pearce (Zimbabue), arquitecto
- Reyum Institute of Arts and Culture (Camboya), instituto de arte y cultura
- Ganesh Narayandas Devy (India), Investigador de tribus, autor y crítico literario
- Yovita Meta (Indonesia), diseñadora de modas, artesana

### 2004

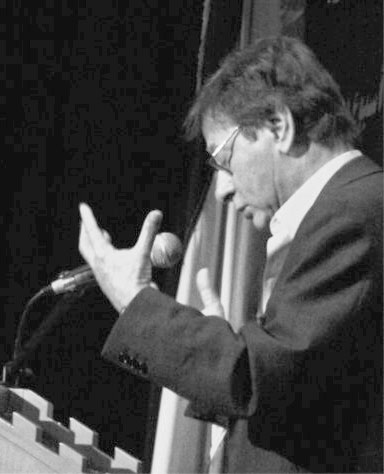
Mahmoud Darwish

TemaResultados positivos de asilo y la migración
Laureados
- Mahmoud Darwish (Palestina) (Premio principal), poeta y autor
- Jawad al-Assadi (Irak), productor de teatro y poeta
- Tin Moe (Birmania), poeta
- Ivaldo Bertazzo (Brasil), bailarín y coreógrafo
- Bhutan Archery Federation (Bután), asociación cultural de arco de tiro
- Halet Çambel (Turquía), arqueóloga
- Omara Khan Massoudi (Afganistán), director del museo
- Memoria Abierta (Argentina), organización de derechos humanos
- Farroukh Qasim (Tayikistán), productor de teatro
- Aminata Traoré (Mali), autora y activista política

### 2005
TemaHumor y sátira
Laureados

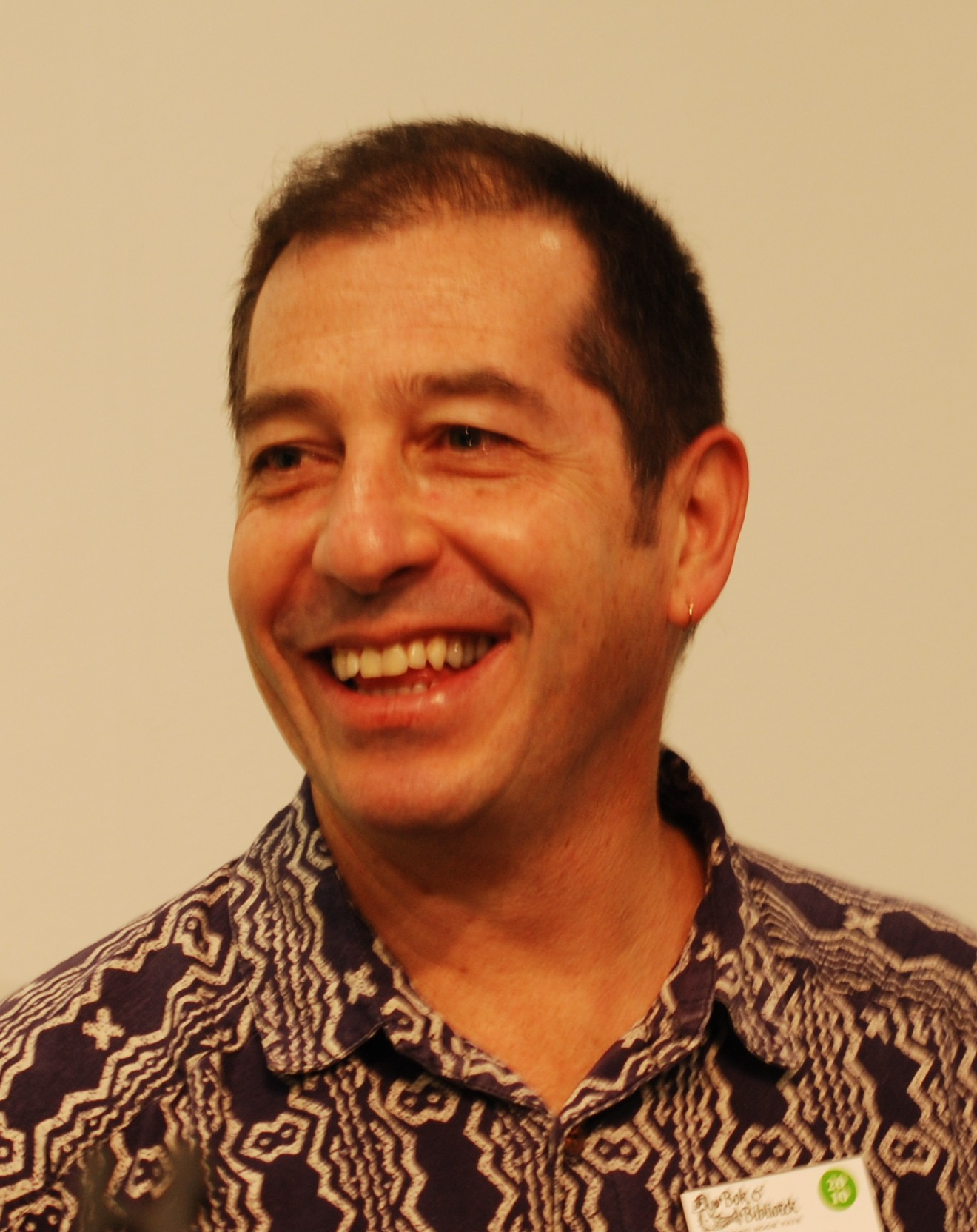
Jonathan Shapiro

- Jonathan Shapiro (Sudáfrica) (Premio principal), dibujante
- Lenin el-Ramly (Egipto), autor y director
- Slamet Gundono (Indonesia), titiritero de wayang kulit y artista
- Edgar Langeveldt (Zimbabue), comediante, cantautor y actor
- Michael Poghosian (Armenia), actor, cantante y comediante
- Joaquín Salvador Lavado, alias Quino (Argentina), dibujante
- Ebrahim Nabavi (Irán), autor y comediante
- Chéri Samba (República Democrática del Congo), pintor
- Niède Guidon (Brasil), arqueóloga
- Abdul Sheriff (Tanzania), director del museo
- Opiyo Okach (Kenia), bailarín y coreógrafo

### 2006
Tema10 años Premios Príncipe Claus
Laureados
- Reza Abedini (Irán) (Premio principal), artista gráfico y crítico de arte
- Lida Abdul (Afganistán), artista plástico, camarógrafa y fotógrafa
- Christine Tohmé (Líbano), conservadora y promotor de arte
- Erna Brodber (Jamaica), autora y socióloga
- Henry Chakava (Kenia), editor
- Frankétienne (Haití), autor, poeta, dramaturgo, músico y pintor
- Madeeha Gauhar (Pakistán), actora, autora, productora de teatro y activista de los derechos femeninos
- Michael Mel (Papúa Nueva Guinea), científico del arte, conservador, filósofo, músico y actor
- Committee for Relevant Art (CORA) (Nigeria), plataforma de arte
- Al Kamandjâti (Palestina), organización musical de desarrollo
- Museo Nacional de Malí (Mali), museo arqueológico y etnológico

### 2007
TemaCultura y conflicto
Laureados

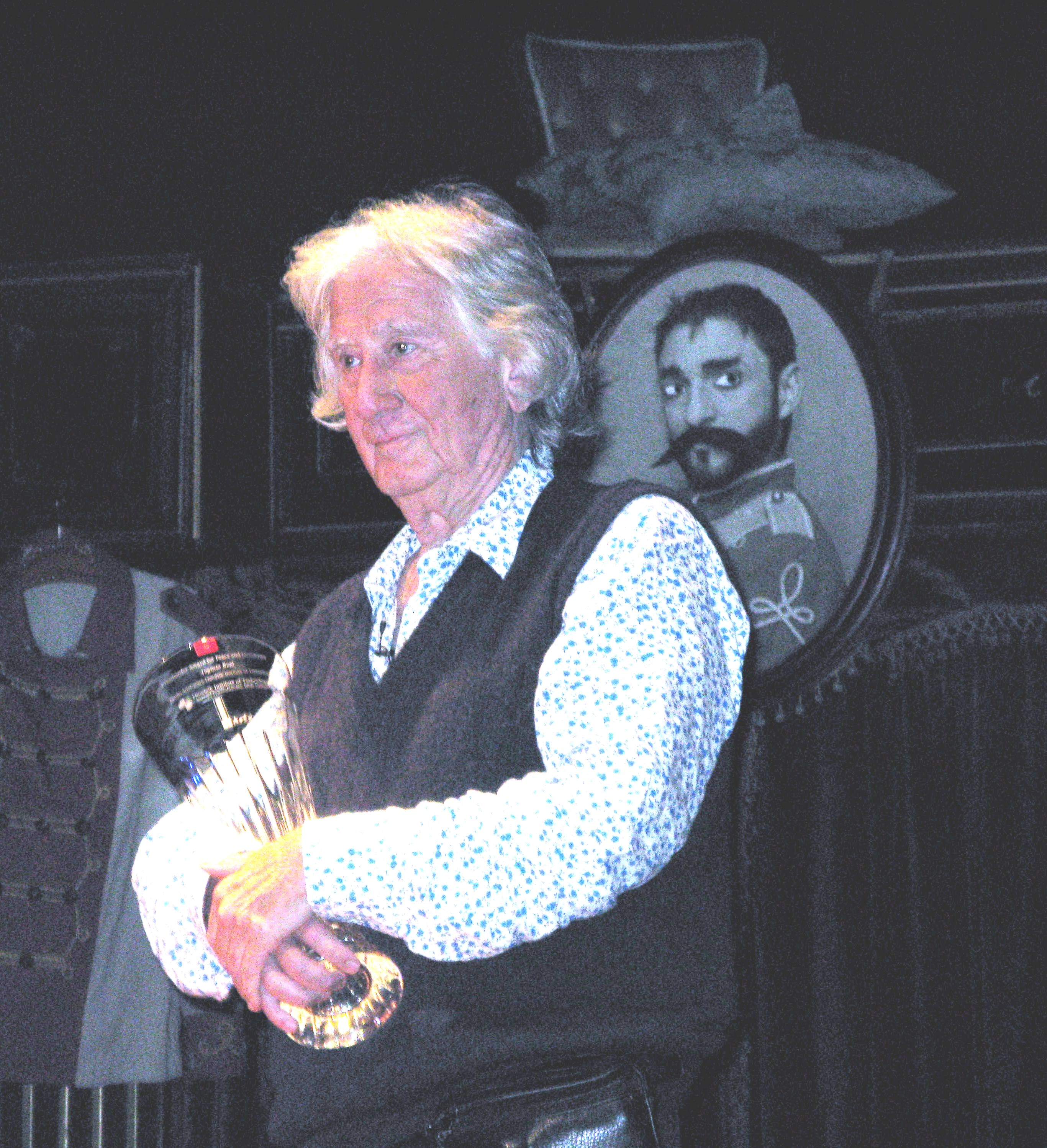
Augusto Boal

- Faustin Linyekula (República Democrática del Congo) (Premio principal), bailarín y coreógrafo
- Patricia Ariza (Colombia), dramaturga, poetisa y actriz de teatro
- Augusto Boal (Brasil), productor de teatro
- Emily Jacir (Palestina), artista plástico
- Hollis Liverpool (Islas Vírgenes Británicas), cantante de calipsos y autor
- Unión de Autores Sudanesa (Sudán)
- Ars Aevi (Bosnia y Herzegovina), museo de arte
- Oscar Hagerman (México), arquitecto y diseñador
- Haroetjoen Chatsjatrjan (Armenia), cineasta
- Godfrey Mwampembwa, alias Gado (Kenia/Tanzania), dibujante
- Radio Isanganiro (Burundi), organización de derechos humanos

### 2008
TemaCultura y el cuerpo humano
Laureados
- Indira Goswami (India) (Premio principal), autora y poeta
- Li Xianting (República Popular China), crítico de arte
- Ganchugiyn Purevbat (Mongolia), pintor, director del museo y lama
- Ousmane Sow (Senegal), escultor
- Dayanita Singh (India), fotógrafa
- Elia Suleiman (Territorios Palestinos), cineasta
- James Iroha Uchechukwu (Nigeria), fotógrafo
- Tania Bruguera (Cuba), artista
- Ma Ke (diseñadora) (República Popular China), diseñadora de modas
- Jeanguy Saintus (Haití), bailarín y coreógrafo
- Carlos Henríquez Consalvi (Venezuela/El Salvador), productor de radio y director de museo

### 2009
TemaCultura y naturaleza
Laureados

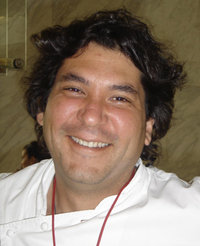
Gastón Acurio

- Simón Vélez (Colombia) (Premio principal), arquitecto
- El Anatsui (Ghana), escultor
- Doual'art (Camerún), organización de arte
- Liang Shaoji (República Popular China), artista conceptual
- Jivya Soma Mashe (India), artista visual
- Sammy Baloji (República Democrática del Congo), fotógrafo
- Santu Mofokeng (Sudáfrica), fotógrafo
- Kanak Dixit (Nepal), editor y autor
- Instituto de Historia de Nicaragua y Centroamérica (Nicaragua)
- Desiderio Navarro (Cuba), crítico de arte y cultura
- Gastón Acurio (Perú), cocinero y gastrónomo

### 2010
TemaLímites de la realidad
Laureados
- Barzakh Editions (Argelia) (Premio principal), imprenta inde
- Decolonizing arquitectoure institute (DAi, Territorios Palestinos), instituto arquitectónico
- Jia Zhangke (República Popular China), cineasta, actor y autor
- Kwani? (Kenia), revista literaria
- Ana Maria Machado (Brasil), pintora y autora
- Yoani Sánchez (Cuba), bloguera y activista de derechos humanos
- Maya Goded (México), fotógrafa
- Gulnara Kasmalieva y Muratbek Djumaliev (Kirguistán), dúo del arte visual
- Dinh Q. Lê (Vietnam), artista visual y fotógrafo
- Mehrdad Oskouei (Irán), productor de documentales
- Aung Zaw (Tailandia), editor

### 2011
TemaRompiendo tabúes
Laureados

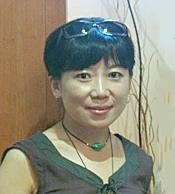
Woeser

- Ntone Edjabe con Chimurenga (Pan-África) (Premio principal), DJ, autor y editor
- Said Atabekov (Kazajistán), artista visual, camarógrafo y fotógrafo
- Book Café (Zimbabue), plataforma para la expresión cultural libre
- Nidia Bustos (Nicaragua), activista cultural y directora de teatro
- Rena Effendi (Azerbaiyán), fotógrafa
- Regina José Galindo (Guatemala), artista de body art y performance
- Ilkhom Theater (Uzbekistán), teatro independiente
- Kettly Mars (Haití), poeta y autora
- Rabih Mroué (Líbano), productor de teatro y artista visual
- Riwaq (Territorios Palestinos), organización arquitectónica
- Woeser (Tíbet/China), autora, poeta y bloguera disidente

### 2012
Laureados

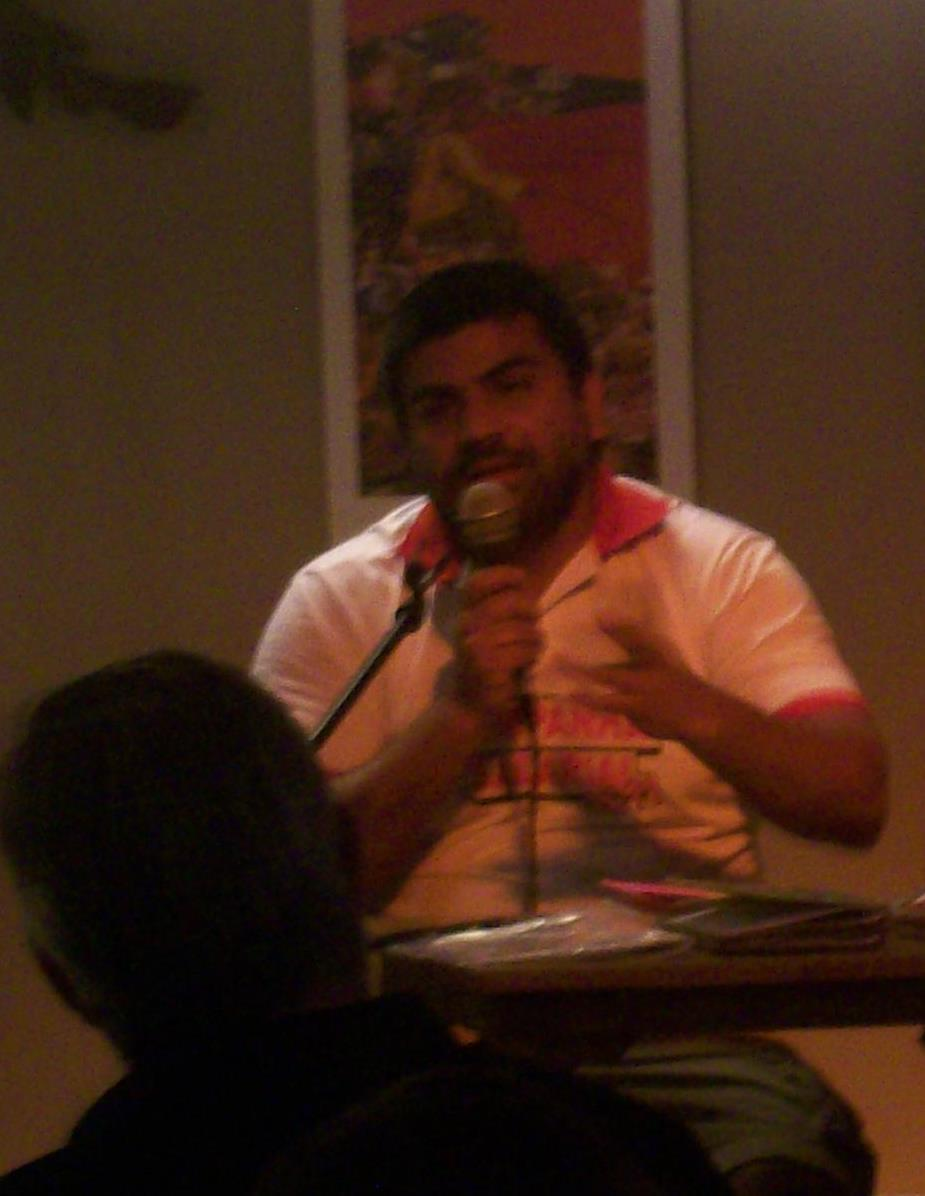
Washington Cucurto de Eloísa Cartonera

- Eloísa Cartonera  (Argentina) (Premio principal), cooperación de diseñador y escritores
- Sami Ben Gharbia (Túnez), activista en el Internet
- Habiba Djahnine (Argelia), productora de películas, curatora de festivales de cinema y ensayista
- Yassin al-Haj Saleh (Siria), esrtitor y dissidente
- Widad Kawar (Territorios Palestinos), colectora e investigadora de ropa y joyería Árabe
- Teresa Margolles (México), fotógrafa, videógrafa y artista de performance
- Boniface Mwangi (Kenia), fotógrafo de prensa y activista del paz
- Phare Ponleu Selpak (Camboya), organización cultural de desarrollo humano
- Ian Randle (Jamaica), editor independiente
- Maung Thura, alias Zarganar (Birmania), cómico y cineasta
- Mohamed Ibrahim Warsame, alias Hadraawi (Somalia), poeta y escritor de canciones

### 2013
Laureados

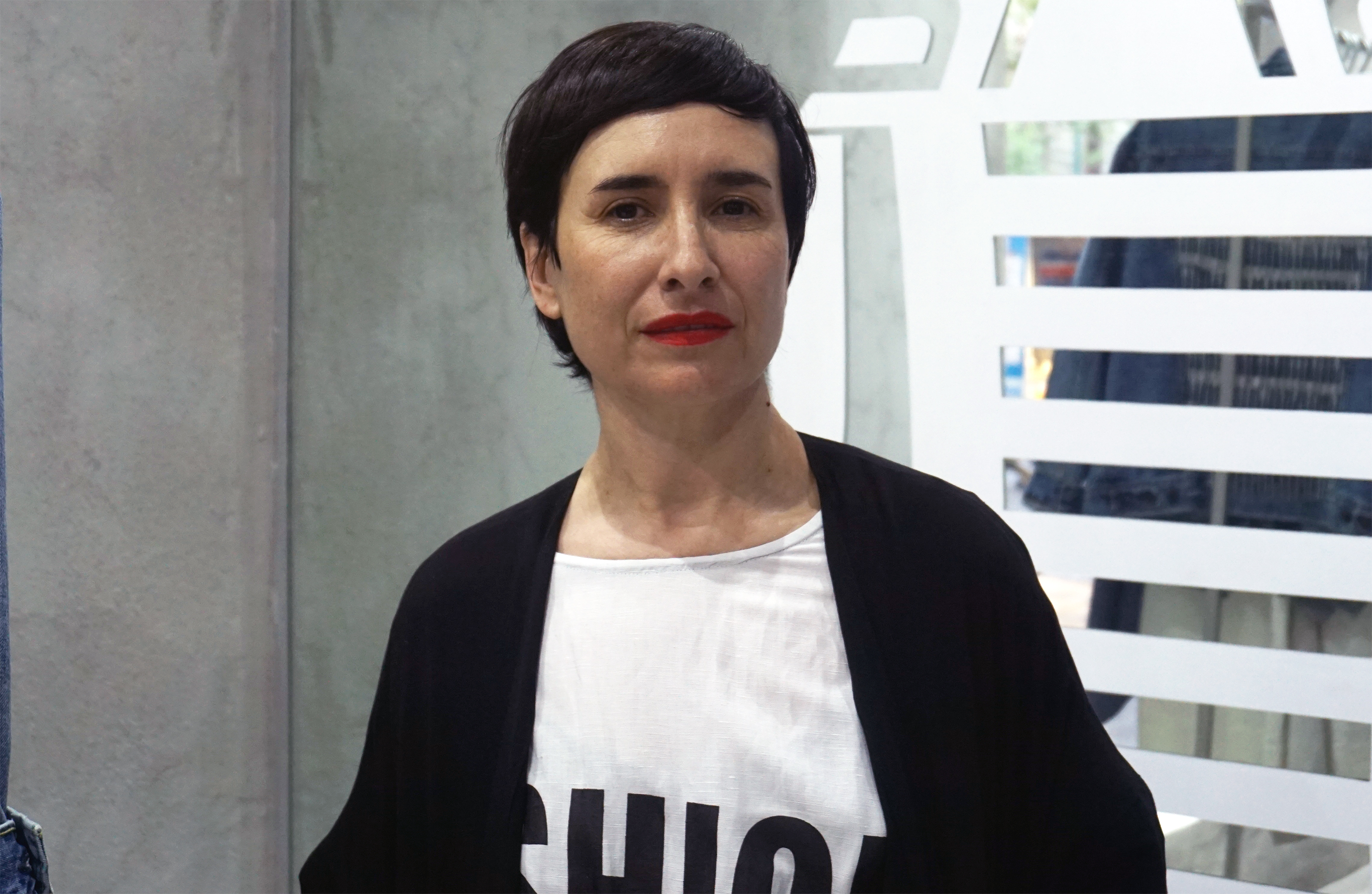
Carla Fernández, diseñadora de moda mexicana

- Ahmed Fouad Negm (Egipto) (Premio principal), poeta y crítico
- Alejandro Zambra (Chile), escritor
- Carla Fernández (México), diseñadora de moda
- Christopher Cozier (Trinidad y Tobago),  artista multimedia y activador cultural
- Idrissou Mora-Kpaï (Benín), documentalista
- Lu Guang (China), fotógrafo
- Naiza Khan (Pakistán), artista visual
- Orquesta de Instrumentos Reciclados de Cateura (Paraguay), orquesta juvenil
- Óscar Muñoz (Colombia), artista visual
- Teater Garasi (Indonesia), colectivo de performance
- Zanele Muholi (Sudáfrica), fotógrafo y activista visual

### 2014
Laureados
- Ignacio Agüero (Chile), (Premio Principal Award)
- Rosina Cazali (Guatemala), escritor y curador
- Lav Diaz (Philippines), cineasta
- FX Harsono (Indonesia), artista visual
- Gülsün Karamustafa (Turquía), artista visual
- Tran Luong (Vietnam), multimedia artista
- Museo Itinerante Arte por la Memoria (Perú), arte colectiva
- Lia Rodrigues (Brasil), coreógrafo
- SPARROW Sound & Picture Archives for Research on Women (India), Archivo de mujeres

### 2017
- Vincent Carelli (Brasil), Premio Principal
- Ma Jun (China), Premio Principal
- Khadija Al-Salami (Yemen)
- L’Art Rue (Tunisia)
- Brigitte Baptiste (Colombia)
- Amar Kanwar (India)
- Diébédo Francis Kéré (Burkina Faso), Arquitecto

### 2018
- Market Photo Workshop, (Sudáfrica), Premio Principal
- Dada Masilio (Sudáfrica), Premio Next Generation
- Adong Judith (Uganda)
- Marwa al-Sabouri (Siria)
- Kidlat Tahimik (Philippines)
- Eka Kurniawan (Indonesia),
- O Menelick 2 Ato (Brasil)

### 2019

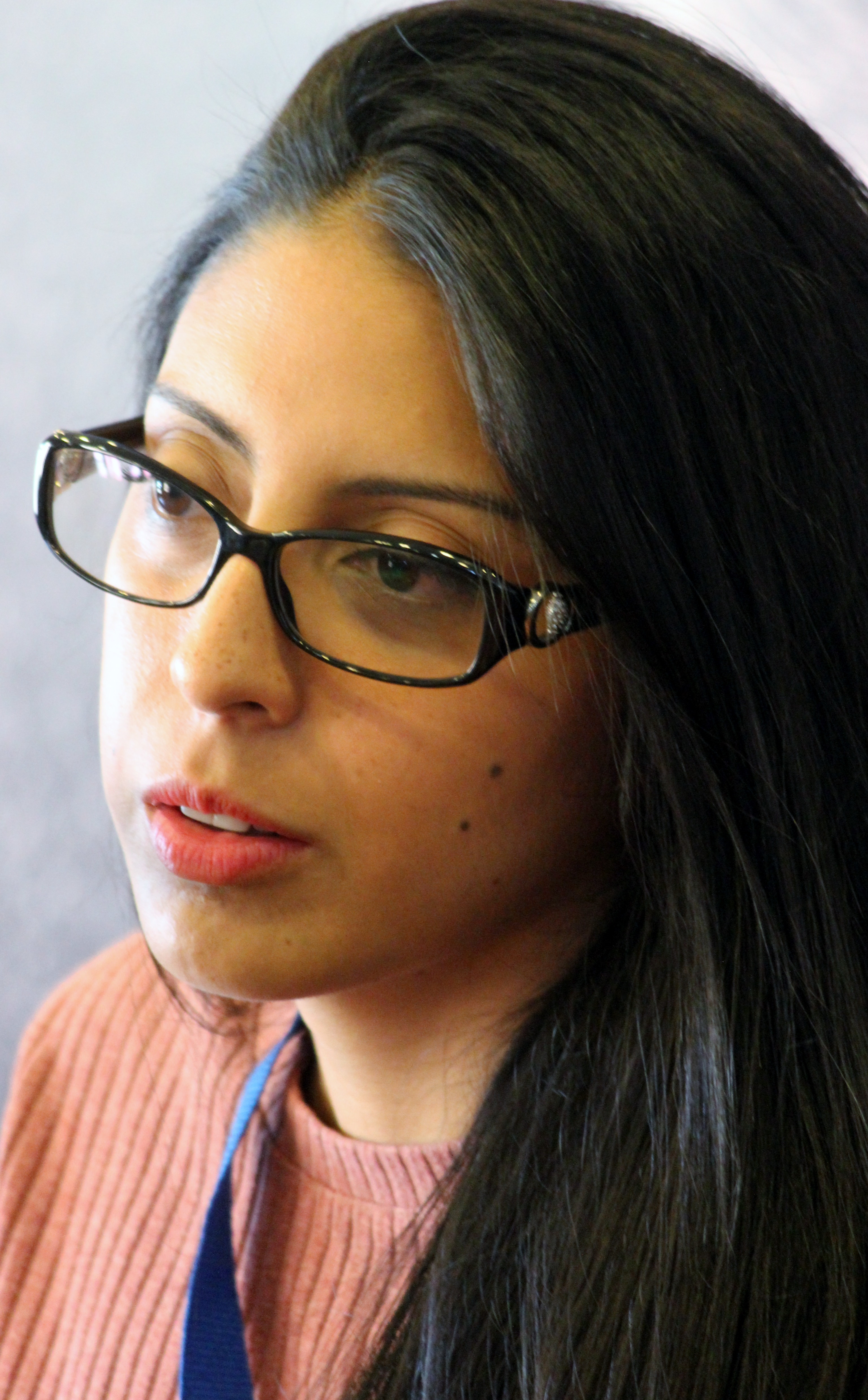
Mónica Ojeda

- Kamala Ibrahim Ishaq (Sudán), Premio Principal
- Mónica Ojeda (Ecuador), Premio Next Generation
- Ambulante (México)
- Mariam Kamara (Nigeria)
- Bill Kouélany (Congo-Brazzaville)
- Djamila Ribeiro (Brasil)
- Anocha Suwichakornpong (Tailandia)